# Elke Decker
Elke Decker (ur. 23 lutego 1957 w Mülheim, dzielnicy Kolonii) – niemiecka lekkoatletka, sprinterka, halowa mistrzyni Europy z 1980. W czasie swojej kariery reprezentowała Republikę Federalną Niemiec.
Specjalizowała się w biegu na 400 metrów. Odpadła w eliminacjach tej konkurencji na halowych mistrzostwach Europy w 1977 w San Sebastián. Na mistrzostwach Europy w 1978 w Pradze odpadła w półfinale tej konkurencji oraz zajęła 5. miejsce w sztafecie 4 × 400 metrów. Zajęła 5. miejsca w biegu na 400 metrów i w sztafecie 4 × 400 metrów w finale pucharu Europy w 1979 w Turynie, a także 4. miejsce w sztafecie 4 × 400 metrów w zawodach pucharu świata w 1979 w Montrealu.
Zwyciężyła w biegu na 400 metrów na halowych mistrzostwach Europy w 1980 w Sindelfingen, wyprzedzając Karoline Käfer z Austrii i Tatjanę Gojszczik ze Związku Radzieckiego, a na halowych mistrzostwach Europy w 1982 w Mediolanie odpadła w przedbiegach tej konkurencji.
Decker była mistrzynią RFN w biegu na 400 metrów w 1979 oraz wicemistrzynią na tym dystansie w 1978 i 1980, a także mistrzynią w sztafecie 4 × 400 metrów w latach 1977–1983, 1985 i 1986. Była również halową mistrzynią RFN w biegu na 400 metrów w 1977 i 1980, wicemistrzynią w 1979 i 1983 oraz brązową medalistką w 1982 i 1985. Decker była także mistrzynią Izraela w biegu na 400 metrów w 1986.
Jej rekord życiowy w biegu na 400 metrów wynosił 51,59 s (ustanowiony 19 sierpnia 1979 w Kolonii).